# آهسته بسوز
آهسته بسوز (به انگلیسی: Slow Burn) یا خشم یک فیلم درام و دلهره‌آور آمریکایی محصول سال ۲۰۰۵ به کارگردانی وین بیچ با بازی ری لیوتا، جولین بلالوک و ال ال کول جی است. این فیلم به دلیل فاصله زمانی طولانی بین تولید تا اکران نهایی قابل توجه است. این فیلم یک درام جنایی است که در سال ۲۰۰۳ تولید شد، سرانجام در جشنواره بین‌المللی فیلم تورنتو در سال ۲۰۰۵ به نمایش درآمد و در نهایت در سال ۲۰۰۷ اکران مناسبی را دریافت کرد.
نسخه دی‌وی‌دی در ۲۴ ژوئیه ۲۰۰۷ در آمریکای شمالی منتشر شد و ۴۴٫۷۲۰ واحد در آخر هفته افتتاحیه به فروش رسید که به درآمد ۸۹۳٫۹۵۳ دلاری تبدیل شد.

## داستان
دادستان منطقه، فورد کول، برای شهردار شدن به هر دری می‌زند. او به خودش قول داده که یکی از خلافکاران بزرگ و دست نیافتنی منطقه را به دام بیندازد. اما…